# Wicked (musical)
Wicked – musical z muzyką i słowami Stephena Schwartza i scenariuszem autorstwa Winnie Holzman. Historia jest luźno oparta na powieści Wicked: Życie i czasy Złej Czarownicy z Zachodu Gregory'ego Maguire. Przedstawia historię opowiedzianą z perspektywy czarownic z krainy Oz.

## Streszczenie fabuły

### Akt I
Mieszkańcy Krainy Oz świętują z okazji śmierci Złej Czarownicy z Zachodu, gdy przybywa do nich Glinda (No One Mourns the Wicked). Wspomina zielonoskórą Elfabę, która stała się Złą Czarownicą. Została ona poczęta w wyniku romansu żony Manczkińskiego Gubernatora i tajemniczego nieznajomego, który miał przy sobie buteleczkę zielonego eliksiru. Akcja przenosi się w przeszłość.
Galinda i Elfaba poznały się na Uniwersytecie Sziz (Dear Old Shiz). Elfaba od początku stała się obiektem drwin innych studentów, w tym popularnej, ale płytkiej Galindy. Została ona wysłana do Sziz, aby zaopiekować się swoją poruszającą się na wózku inwalidzkim, ale piękną siostrą - Nesarozą, która była ulubioną córką ojca. Pomimo wzajemnej odrazy pomiędzy Elfabą a Galindą, Madame Dokropna (dyrektorka szkoły) zakwaterowała je w jednym pokoju. Elfaba wykazywała wrodzony talent do magii, co spostrzegła Madame Dokropna. Według niej mógł on zostać wykorzystany przez Czarnoksiężnika z Oz. Elfaba śni o tym, co ona i Czarnoksiężnik mogliby razem osiągnąć (The Wizard and I). Galinda i Elphaba piszą do swoich rodzin o tym, na jaką współlokatorkę trafiły (What is this Feeling?).
Podczas zajęć na uczelni studenci słuchają wykładu Doktora Dillamonda - jedynego zwierzęcego profesora na Uniwersytecie Sziz, który nazywa Galindę Glindą. Doktor Dillamond zdradza Elfabie, że coś sprawia, iż Zwierzęta z Oz tracą zdolność mówienia (Something Bad). Elfaba uważa, że tej sprawie może zaradzić tylko Czarnoksiężnik.
Do Sziz przybywa Fijero (winkuski książę), który swoim beztroskim stylem życia kawalera wzbudza zachwyt wśród studentów (Dancing Through Life). Zakochany w Galindzie Manczkin o imieniu Boq zaprasza ją na bal, jednak ta, zauroczona Fijero, namawia Boqa, aby zamiast niej zaprosił Nesarozę. Nesaroza, nie zdając sobie sprawy z prawdziwych motywów postępowania Galindy, mówi Elfabie, że chciałaby jej podziękować. Elfaba, mając na względzie, jak Galinda uszczęśliwiła Nesarozę (nie zdając sobie sprawy, co było jej motywem), prosi Madame Dokropną, by rozważyła ponownie wykluczenie Galindy z nauki magii.
Później Galinda znajduje czarny spiczasty kapelusz, który postanawia dać Elfabie jako prezent. Gdy Elfaba pojawia się na przyjęciu w kapeluszu, zostaje wyśmiana przez pozostałych. Stając na przekór wszystkim, zaczyna tańczyć. Galinda, mając poczucie winy, dołącza do niej na znak początku ich przyjaźni. Tymczasem Boq przekonuje Nesarozę, że to nie z powodu współczucia umówił się z nią, ale dlatego, że jest "taka piękna", nie zdając sobie sprawy z uczucia, jakim darzy go dziewczyna.
Elfaba zwierza się Galindzie, że jej ojciec jej nienawidzi. Gdy jej matka była w drugiej ciąży, była karmiona kwiatami mlecznymi, aby uchronić się przed kolejnym zielonoskórym dzieckiem. Kwiaty te spowodowały przedwczesne narodziny Nesarozy, uczyniły ją kaleką i przyczyniły się do śmierci matki przy porodzie. Czując wzbierającą sympatię do Elfaby, Galinda decyduje się pomóc jej zmienić jej osobowość, czyniąc ją bardziej otwartą na rówieśników (Popular).
Następnego dnia Doktor Dillamond zostaje aresztowany. Nowy nauczyciel historii przynosi na wykład lwiątko zamknięte w klatce. Ma ono być częścią eksperymentu dowodzącego, że Zwierzęta trzymane w tym nowym wynalazku zwanym klatką nigdy nie nauczą się mówić. Wyjaśnia, że wkrótce wszystkie Zwierzęta niedługo staną się głupie, co oburza Elfabę. Razem z Fijero kradną lwiątko i wypuszczają je na wolność. Elfaba powoli zakochuje się w Fijero, co ją dziwi, gdyż uważa, że nie narodziła się, by kochać (I'm Not that Girl). Madame Dokropna odnajduje ją i ogłasza, że umówiła Elfabę na spotkanie z Czarnoksiężnikiem w Szmaragdowym Grodzie. Na dworcu kolejowym Elfabę żegnają Galinda, Fijero, Nesaroza i Boq, ciesząc się z jej osiągnięcia.
Gdy staje się jasne, że Boq nie jest zainteresowany Nesarozą, Galinda czuje się winna zaistniałej sytuacji i sugeruje jej, że Boq nie jest tym jedynym. Elfaba niepokoi się, zostawiając swoją młodszą siostrę, lecz Nesaroza przekonuje ją, że poradzi sobie pod jej nieobecność. Aby zaimponować Fijero, Galinda ogłasza, że zmienia swoje imię na Glinda, solidaryzując się z Doktorem Dillamondem. Fijero nie dostrzega jej intencji i odchodzi, czym wzbudza rozpacz Glindy. Próbując pomóc koleżance, Elfaba proponuje Glindzie, by razem odwiedziły Czarnoksiężnika.
Po dniu zwiedzania Szmaragdowego Grodu (One Short Day) Elfaba i Glinda spotykają się z Czarnoksiężnikiem. Rozmawia on z nimi bez stosowania efektów specjalnych, których używa przy większości swoich gości, i stara się namówić Elfabę, by przyłączyła się do niego (A Sentimental Man). Prosi Elfabę, by rzuciła zaklęcie lewitacji na jego małpiego sługę Chistery'ego, korzystając ze starożytnej magicznej księgi Grimmerie. Elfaba rozumie treść księgi napisanej w zapomnianym języku i wyczarowuje małpie o imieniu Chistery skrzydła. Jednakże Elfaba, widząc, że sprawia mu to ból, domaga się, aby odwrócić to zaklęcie. Niestety Madame Dokropna informuje ją, że "zaklęcia są nieodwracalne". Czarnoksiężnik pokazuje klatkę pełną skrzydlatych małp, demonstrując w ten sposób potęgę Elfaby. Zdradza, że w ten sposób stworzyła dla niego idealnych szpiegów. Elfaba zdaje sobie sprawę, że to właśnie Czarnoksiężnik jest przyczyną wszystkich problemów w krainie Oz. To właśnie on ukradł mowę Zwierząt i wymyślił klatki. Elfaba jest wstrząśnięta, gdy okazuje się, że jej bohater jest przestępcą i oszustem. Czarnoksiężnik chce, by Elfaba stanęła po jego stronie, "tworząc naprawdę dobrego wroga" dla mieszkańców krainy Oz z wykorzystaniem jej mocy.
Elfaba zabiera księgę czarów i ucieka. Glinda biegnie za nią. Zdając sobie sprawę, że obie wiedzą zbyt dużo o jego planach, Czarnoksiężnik wysyła Madame Dokropną i straż po Elfabę i Glindę. Dziewczynom udaje się uciec na poddasze, gdzie barykadują drzwi. Madame Dokropna ostrzega mieszkańców Oz przed "Złą Wiedźmą" i jej okropnym czynem, jakiego dokonała na bezbronnych małpach. Elfaba i Glinda muszą zdecydować, po której stronie staną. Ostatecznie Glinda wybiera Czarnoksiężnika i staje się ważną osobą w Oz. Elfaba zaś decyduje, że wykorzysta swoje nowo poznane moce do walki z Czarnoksiężnikiem, gdyż wierzy, że to jest dobre wyjście. Próbuje jeszcze namówić Glindę, aby się przyłączyła. Ta jednak odmawia. Elfaba rozumie i akceptuje decyzję przyjaciółki. Obie życzą sobie powodzenia. Elfaba, korzystając z księgi, rzuca zaklęcie lewitacji na miotłę i odlatuje nad strażnikami pałacowymi, kiedy ci wchodzą na poddasze. Ten czyn przekonuje mieszkańców Oz o jej złej naturze (Defying Gravity).

### Akt II
Kilka lat później sprzeciw Elfaby względem Czarnoksiężnika zaowocował nadaniem jej tytułu "Złej Czarownicy z Zachodu". Propaganda Pałacu Czarnoksiężnika przekonuje obywateli, że Elfaba jest tak nieczysta, iż czysta woda może ją stopić. Glinda, nadal uwielbiana przez wszystkich, została asystentką Czarnoksiężnika i zaręczyła się z Fijero (Thank Goodness).
Tymczasem Elfaba, szukając schronienia, pojawia się w swoim starym domu - rezydencji Gubernatora Manczkinlandii. Okazuje się, że Nesaroza została nowym gubernatorem. Ubolewa ona, że ich ojciec "umarł ze wstydu" po tym, jak Elfaba przeciwstawiła się Czarnoksiężnikowi. Krytykuje ją, że nie używa swoich mocy, by pomóc siostrze. Elfaba, czując się winna, rzuca czar na buty Nesarozy, zamieniając je w czerwone trzewiki umożliwiające jej chodzenie. Nesaroza wzywa Boqa, który płacze, że stała się ona "Zła", tak jak Elfaba, zabierając Manczkinom ich prawa i zabraniając wyjeżdżać z Manczkinlandu. Nesaroza wyjaśnia, że zrobiła to, aby zatrzymać przy sobie Boqa, lecz teraz jest pewna, że przy niej zostanie, gdyż nie jest już kaleką. Mimo to Boq nalega, by przywrócić mu wolność, gdyż pragnie być z Glindą.
Zraniona i wściekła Nesaroza próbuje rzucić zaklęcie z księgi Grimmerie, aby Boq stracił dla niej serce. Jednak z powodu braku doświadczenia, które posiada jej siostra, sprawia, że Boq dosłownie traci serce. Gdy Elfaba próbuje go ratować, Nesaroza orientuje się, że samotność i smutek doprowadziły ją do złych czynów. Boi się, że zasłużyła na swój niesławny nowy tytuł "Złej Czarownicy ze Wschodu" (The Wicked Witch of the East). Elfaba mówi, że nic nigdy nie będzie wystarczające dla niej, i opuszcza ją na dobre, mimo usilnych próśb z jej strony. Boq budzi się i z przerażeniem odkrywa, że Elfaba zamieniła go w Blaszanego Człowieka, aby mógł żyć bez serca. Nesaroza obarcza całą winą swoją siostrę. Boq ucieka w strachu, wierząc, że Elfaba przeklęła go za porzucenie siostry.
Elfaba postanawia wrócić do Pałacu Czarnoksiężnika i uwolnić skrzydlate małpy. Ten jednak próbuje odzyskać jej przychylność i zwraca im wolność. Opowiada jej o tym, jak mieszkańcy Oz okrzyknęli go Wspaniałym Czarnoksiężnikiem, gdy pierwszy raz przybył do ich krainy. Sugeruje, że ona także może być uwielbiana przez wszystkich, jeżeli stanie po jego stronie (Wonderful). Elfaba odrzuca propozycję po tym, jak znajduje niemego Doktora Dillamonda pomiędzy małpami. Podczas próby ucieczki wpada na Fijero, który ucieka razem z nią, potwierdzając tym samym swoją miłość. Glinda, będąc świadkiem tego zdarzenia, czuje się zdradzona przez tych, którzy byli jej najbliżsi (repryza I'm Not that Girl). Gdy Glinda stwierdza, że Elfabę można zwabić w pułapkę, rozpuszczając plotkę głoszącą, iż Nesaroza jest w niebezpieczeństwie, Madame Dokropna przywołuje tornado, które przynosi ze sobą dom Dorotki do krainy Oz i ląduje na Nesarozie - zabijając ją. W tym czasie Fijero i Elfaba wyznają sobie miłość (As Long as You're Mine). Elfaba wyczuwa, że jej siostra jest w niebezpieczeństwie. Przed tym, jak wyrusza jej na pomoc, Fijero zdradza jej, że jego rodzina ma pusty zamek daleko stąd. Obiecuje jej, że może się tam ukryć, a on tam do niej dołączy. Odlatuje do Nesarozy, lecz jest już za późno. Elfaba zostaje pojmana przez straż Pałacu. Gdy przybywa Fijero, udaje się jej uciec, lecz on sam zostaje pojmany. Straże ciągną go na pole kukurydzy, gdzie ma być torturowany, a nawet zamordowany, chyba że zdradzi miejsce pobytu Elfaby. W zamku Elfaba próbuje rzucić zaklęcie, które uratuje Fijero. Będąc przekonana, że jej się nie udało, zaczyna akceptować swoją reputację "Złej" (No Good Deed).
Dorotka, Strach na wróble, Boq - teraz Blaszany Drwal - i Tchórzliwy Lew zostają wysłani, by zabić Elfabę i przynieść jej różdżkę Czarnoksiężnikowi (March of the Witch Hunters). Okazuje się, że Tchórzliwy Lew jest owym lwiątkiem, które kiedyś uwolnili Elfaba i Fijero. Boq twierdzi, że Lew przez nią stał się tchórzem, gdyż nie pozwoliła mu walczyć o jego sprawy. Tymczasem Elfaba pojmuje i więzi Dorotkę. Odmawia jej wypuszczenia, dopóki ta nie odda srebrnych trzewików Nesarozy - jedynej rzeczy, która została po jej siostrze. Glinda udaje się do zamku Elfaby i ostrzega ją przed kłopotami oraz namawia, by wypuściła Dorotkę. Chociaż Elfaba odmawia, dwie przyjaciółki wybaczają sobie nawzajem wszystkie krzywdy, uznając, że obie popełniły błędy. Glinda składa Elfabie obietnicę, na jej prośbę, że nie oczyści nigdy jej imienia, przejmie władzę w Oz i pozwoli jej zniknąć. Aby jej to ułatwić, Elfaba wręcza Glindzie księgę Grimmerie. Dwie przyjaciółki po raz ostatni obejmują się przed rozstaniem na zawsze, przyznając, że są tym, kim są, bo tak dobrze się znają (For Good). Gdy Dorotka oblewa Elfabę wiadrem wody, ta ulega całkowitemu stopieniu. Glinda, nie wiedząc, co właśnie się stało, zauważa, że wszystko, co zostało po jej przyjaciółce, to czarny kapelusz i fiolka zielonego eliksiru. Glinda przypomina sobie, że Czarnoksiężnik pokazywał jej podobną buteleczkę. Okazuje się, że Czarnoksiężnik był tajemniczym nieznajomym, z którym romansowała matka Elfaby i jest jej biologicznym ojcem. Madame Dokropna przypuszcza, że Elfaba posiadała specjalne moce, gdyż była dzieckiem Oz i zewnętrznego świata. Glinda rozkazuje Czarnoksiężnikowi opuścić Oz i każe aresztować Madame Dokropną. Wówczas akcja znów przenosi się w przyszłość, do momentu pojawienia się Glindy.
W zamku Elfaby pojawia się Fijero, który został zamieniony w Stracha na Wróble, gdy Elfaba rzucała na niego zaklęcia ochronne przed strażnikami Czarnoksiężnika na polu kukurydzy. Otwiera klapę w podłodze, gdzie Elfaba schroniła się po tym, jak upozorowała swoją śmierć. Gdy Elfaba i Fijero opuszczają Oz na zawsze, Glinda kontynuuje gorzkie świętowanie z obywatelami Oz (Finale).

## Obsada

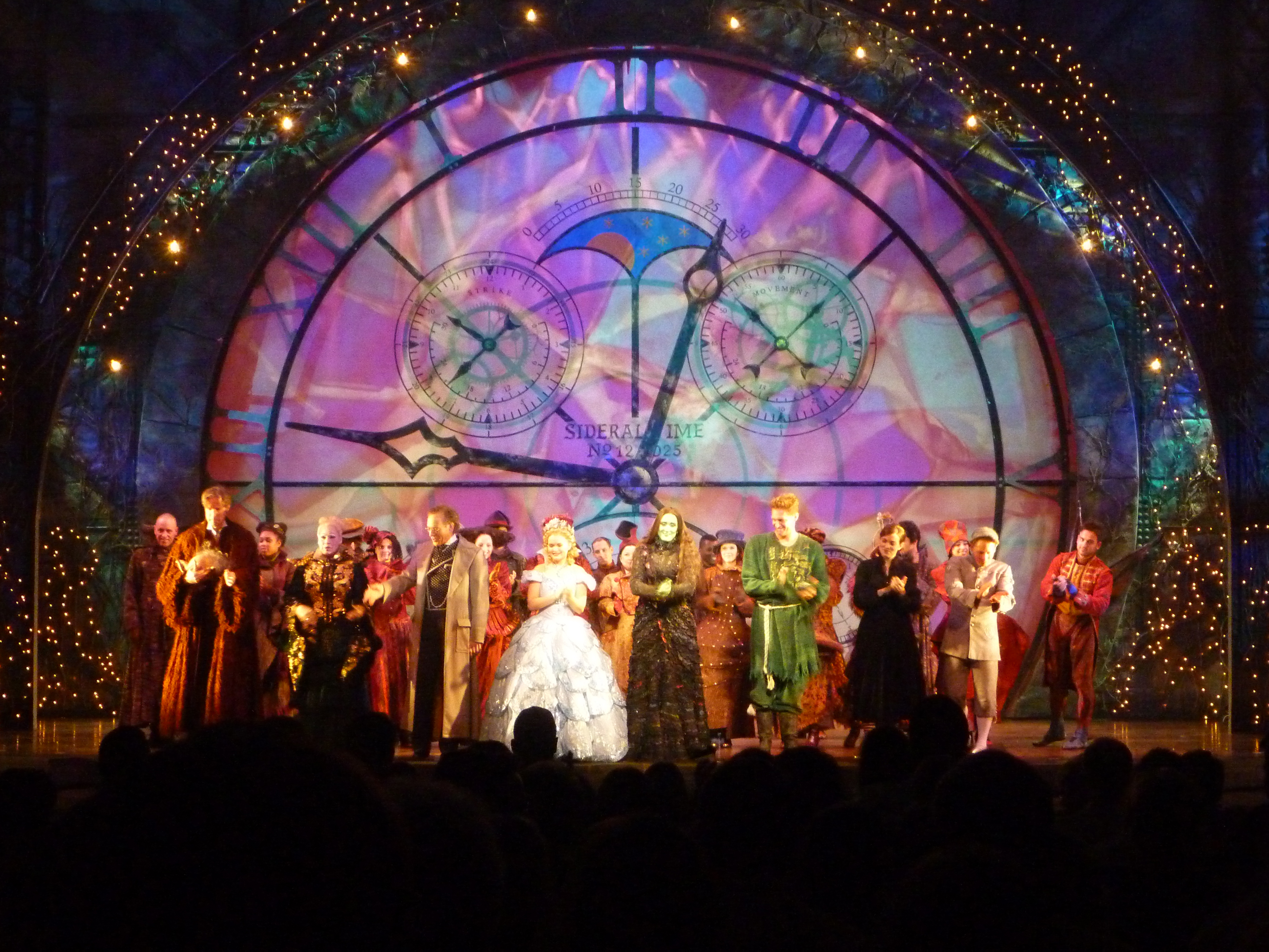
Obsada musicalu z Omaha Orpheum Theater (12 czerwca 2011)

| Postać           | Oryginalna broadwayowska obsada | Broadway: zastępstwo | Oryginalna obsada na West Endzie | West End: zastępstwo                     | Warszawa                                               |
| ---------------- | ------------------------------- | --- | -------------------------------- | ---------------------------------------- | ------------------------------------------------------ |
| Glinda           | Kristin Chenoweth               | Jennifer Laura Thompson Megan Hilty Kate Reinders Kendra Kassebaum Annaleigh Ashford Alli Mauzey Erin Mackey Katie Rose Clarke                        | Helen Dallimore                  | Dianne Pilkington Louise Dearman         | Anna Federowicz Patrycja Mizerska Agnieszka Przekupień |
| Elfaba           | Idina Menzel                    | Shoshana Bean Eden Espinosa Ana Gasteyer Julia Murney Stephanie J. Block Kerry Ellis Marcie Dodd Nicole Parker Dee Roscioli Mandy Gonzalez Teal Wicks | Idina Menzel                     | Kerry Ellis Alexia Khadime Rachel Tucker | Natalia Krakowiak Zofia Nowakowska Maria Tyszkiewicz   |
| Fijero           | Norbert Leo Butz                | Taye Diggs Joey McIntyre Derrick Williams David Ayers Sebastian Arcelus Aaron Tveit Andy Karl Kyle Dean Massey                                        | Adam Garcia                      | Oliver Tompsett Lee Mead                 | Marcin Franc Janek Traczyk                             |
| Czarodziej       | Joel Grey                       | George Hearn Ben Vereen David Garrison Lenny Wolpe | Nigel Planer                     | Desmond Barrit Sam Kelly Clive Carter    | Damian Aleksander Tomasz Steciuk                       |
| Madame Maskudna  | Carole Shelley                  | Rue McClanahan Carol Kane Jayne Houdyshell Miriam Margolyes Rondi Reed                                                                                | Miriam Margolyes                 | Susie Blake Harriet Thorpe Julie Legrand | Barbara Melzer Katarzyna Walczak                       |
| Nessaroza        | Michelle Federer                | Jenna Leigh Green | Katie Rowley Jones               | Caroline Keiff Natalie Anderson          | Joanna Gorzała Maria Juźwin                            |
| Boq              | Christopher Fitzgerald          | Robb Sapp Alex Brightman | James Gillan                     | George Ure                               | Maciej Dybowski Karol Jankiewicz                       |
| Doktor Dillamond | William Youmans                 | Sean McCourt Timothy Britten Parker | Martin Ball                      |                                          | Wojciech Dmochowski Przemysław Redkowski               |

## Lista utworów

### Utwory w wersji angielskiej
| - No One Mourns the Wicked – Glinda, Citizens of Oz - Dear Old Shiz – Students - The Wizard and I – Madame Morrible, Elphaba - What is this Feeling? – Galinda, Elphaba, Students - Something Bad – Dr. Dillamond, Elphaba - Dancing Through Life – Fiyero, Galinda, Boq, Nessarose, Elphaba, Students - Popular – Galinda - I'm Not that Girl – Elphaba - One Short Day – Elphaba, Glinda, Denizens of the Emerald City - A Sentimental Man – The Wizard - Defying Gravity – Elphaba, Glinda, Guards, Citizens of Oz | - No One Mourns the Wicked - Reprise – Citizens of Oz - Thank Goodness – Glinda, Madame Morrible, Citizens of Oz - The Wicked Witch of the East – Elphaba, Nessarose, Boq - Wonderful – The Wizard, Elphaba - I'm Not That Girl - Reprise – Glinda - As Long as You're Mine – Elphaba, Fiyero - No Good Deed – Elphaba - March of the Witch Hunters – Boq, Citizens of Oz - For Good – Glinda, Elphaba - Finale – All |

### Utwory w wersji polskiej
| - Każde Zło Ma Koniec – Glinda, Ozjanki i Ozjanie - Alma Mater Shiz – Studenci - Czarodziej i Ja – Elfaba, Madame Maskudna - To Coś, Co Czuję – Galinda, Elfaba, Studenci - Bardzo Źle – Doktor Dillamond, Elfaba - Życie To Bal – Fijero, Galinda, Boq, Nesaroza, Elfaba, Studenci - Mieć Wzięcie – Galinda - Nie Jestem Nią – Elfaba - Jeden Dzień – Elfaba, Glinda, Ozjanki i Ozjanie - Sentymentalny Pan – Czarodziej - Kpić z Grawitacji – Elfaba, Glinda, Strażncy, Ozjanki i Ozjanie | - Wstęp do Aktu II – Ozjanki i Ozjanie - Zaprawdę – Glinda, Madame Maskudna, Ozjanki i Ozjanie - Zła Czarownica ze Wschodu – Elfaba, Nessaroza, Boq - Wielki Oz – Czarodziej, Elfaba - Nie Jestem Nią - Repryza – Glinda - Dopóki Cię Mam – Elfaba, Fijero - Zawsze Źle – Elfaba - Marsz Tropicieli Czarownicy – Boq, Ozjanki i Ozjanie - Do Cna – Glinda, Elfaba - Finał – Wszyscy |